# Aloysia polystachya
El burro, burrito o ka'á jaguá (Aloysia polystachya Griseb. & Moldenke) es un arbusto perteneciente a la familia de las verbenáceas.

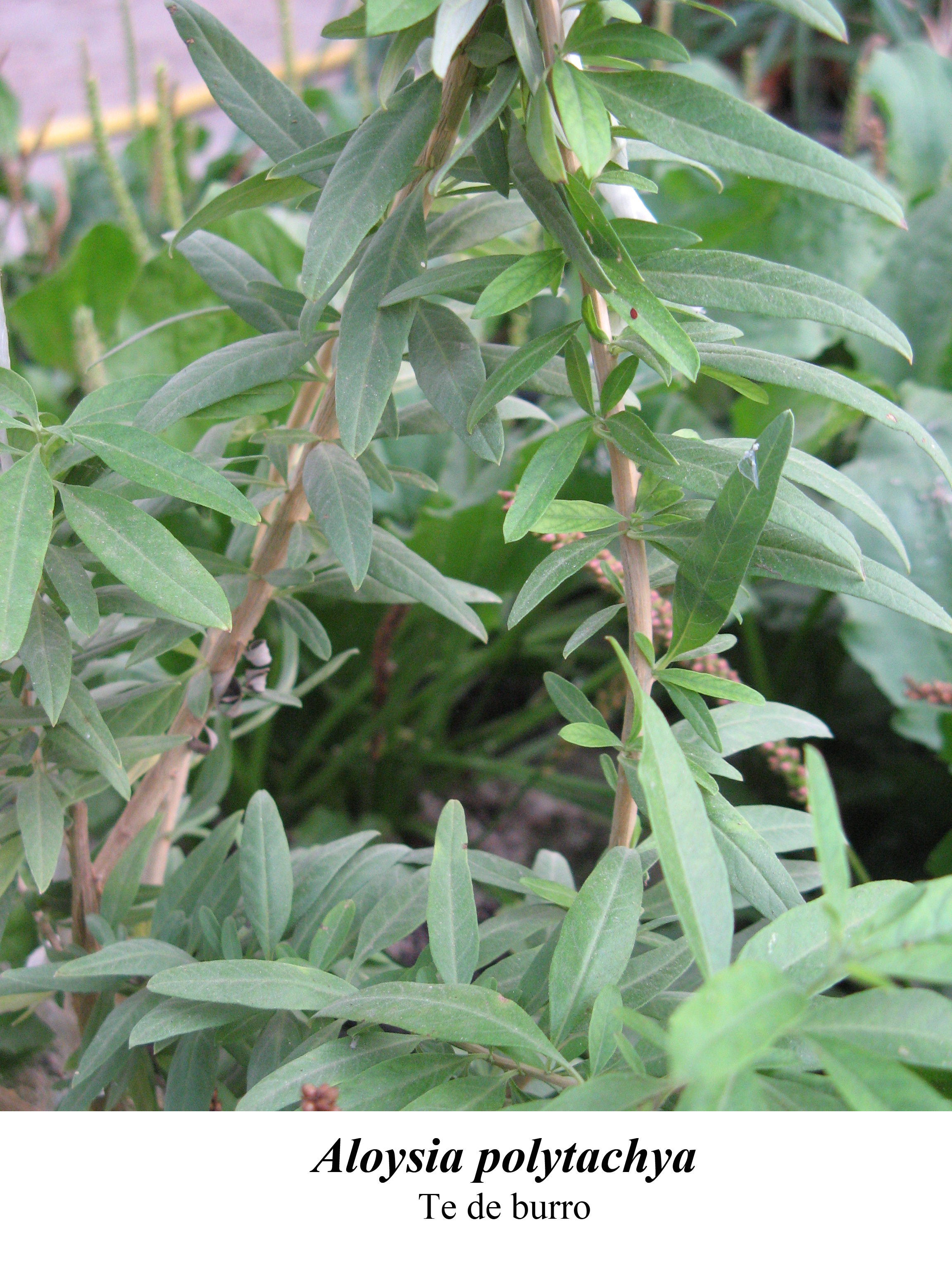
Vista de la planta

Adquiere una altura aproximada de 13 cm y posee hojas puntiagudas, de un color verde oscuro, de 4 a 8 cm de largo, característica que la diferencia del cedrón o hierba Luisa (Aloysia citrodora).

## Distribución
El género Aloysia se distribuye en la América subtropical y templada, que se extiende desde el sur de Estados Unidos y México hasta el norte de la Patagonia argentina, y comprende alrededor de 30 especies, siendo la más difundida del género Aloysia gratissima, que abarca toda la zona mencionada (Troncoso, 1974).
La especie A. polystachya es nativa de Argentina, Bolivia y Paraguay; en Argentina se distribuye en las provincias de Salta, La Rioja, Córdoba, Tucumán, San Luis y San Juan, además de sectores de las provincias de Corrientes, Entre Ríos, Santa Fe y Chaco (Botta, 1979; Zuloaga et al., 2010.)

## Usos
Es una planta aromática, consumida habitualmente en forma de infusión (informalmente denominada «té de burro»), de sabor exótico y aroma agradable.
Es también utilizada en Uruguay, Argentina y Paraguay para saborizar el mate y el tereré, e industrialmente cultivada para formar parte de la yerba mate «compuesta».
Esta planta se encuentra muy arraigada en el uso popular, pudiendo hallarse tanto en forma silvestre como domesticada en huertas y jardines.
Se adapta fácilmente a los cambios de suelo y también cuando se la planta hace raíces de la misma ramas.
Se usa en medicina popular como digestivo estomacal, contra trastornos hepáticos (dolores de estómago y digestiones lentas), antidepresivo, antimicrobiano, antiespasmódico, ansiolítico, antipirético, digestivo, diurético, además de relajante muscular y sedativo.

## Floración
Su floración comienza en época de primavera y verano. Posee flores blancas muy pequeñas, que contribuyen grandemente al aroma.

## Taxonomía
Aloysia polystachya fue descrita por (August Heinrich Rudolf Grisebach) Moldenke y publicado en Lilloa 5: 380. 1940.
Etimología
Aloysia: nombre genérico que fue otorgado en honor de María Luisa de Parma, 1751-1819, esposa del rey Carlos IV de España.
polystachya; epíteto latino que significa ‘con muchas espigas’.
Sinónimos
- Lippia polystachya Griseb., Abh. Königl. Ges. Wiss. Göttingen 19: 242 (1874).

## Nombres comunes
En castellano:
- En Uruguay: burrito, cachamai.
- En Argentina: burrito, cola de burro, burro, té de burro, poleo riojano.
- En Paraguay: burrito.

En guaraní: caá yaguá (ka'a jagua).